# فردودگاه تکبانده پوئکتی
 فردودگاه تکبانده پوئکتی (به انگلیسی: Poeketi Airstrip) یک فرودگاه همگانی است . این فرودگاه در کشور سورینام قرار دارد .